# Gregory (Australie-Occidentale)
Pour les articles homonymes, voir Gregory.
Gregory est une petite localité et port de pêche de la région Mid West de l'Australie-Occidentale. Selon le recensement de 2006, 46 personnes y sont établies.
La localité est fondée sous le nom de Port Gregory en 1849. Localisée à proximité de l'embouchure de la rivière Hutt, elle est nommée en référence aux frères Augustus et Frank Gregory deux des plus importants explorateurs de l'Australie occidentale. En mai 1853, soixante forçats et leurs gardiens débarquent dans le port en provenance d'Angleterre via Fremantle sur les navires Leander et GoldDigger. Les prisonniers ont pour tâche de tracer une route entre la rivière Murchison et la mine de plomb de Geraldine établie par des mineurs corniques dans les années 1850 Certains prisonniers en semi-liberté du dépôt sont recrutés pour travailler au port et dans les formes environnantes.

L'un des principaux employeurs est le capitaine H.A  Sanford, magistrat et surintendant des bagnards se constitue un vaste domaine. Il démissionne en 1854 et se lance dans l'élevage et la pêche à la baleine, établissant des installations pour la pêche au nord de Port Gregory. Le port est utilisé dans les années 1850 par les éleveurs et les baleiniers ainsi que pour acheminer le plomb des mines de la région de Murchison. Du sel de la lagune Hutt est transporté depuis le port jusqu'à la grande dépression, période à partir de laquelle Port Gregory est déserté. 
Durant la Seconde Guerre mondiale, Port Gregory est victime d'attaques japonaises. Le capitaine du sous-marin japonais I 165 observant de nombreux avions à Geraldton, port voisin, décide de bombarder Gregory, ne s'apercevant pas que la localité est déserte. Il s'agit du bombardement le plus méridional effectué par les forces de l'axe dans les eaux australiennes. 
La localité change de nom pour devenir Gregory en 1967.